# Виль (Северный Рейн-Вестфалия)
Виль (нем. Wiehl) — город в Германии, в земле Северный Рейн-Вестфалия.
Подчинён административному округу Кёльн. Входит в состав района Обербергиш. Население составляет 25 645 человек (на 31 декабря 2010 года). Занимает площадь 53,27 км². Официальный код — 05 3 74 048.

## Фотографии

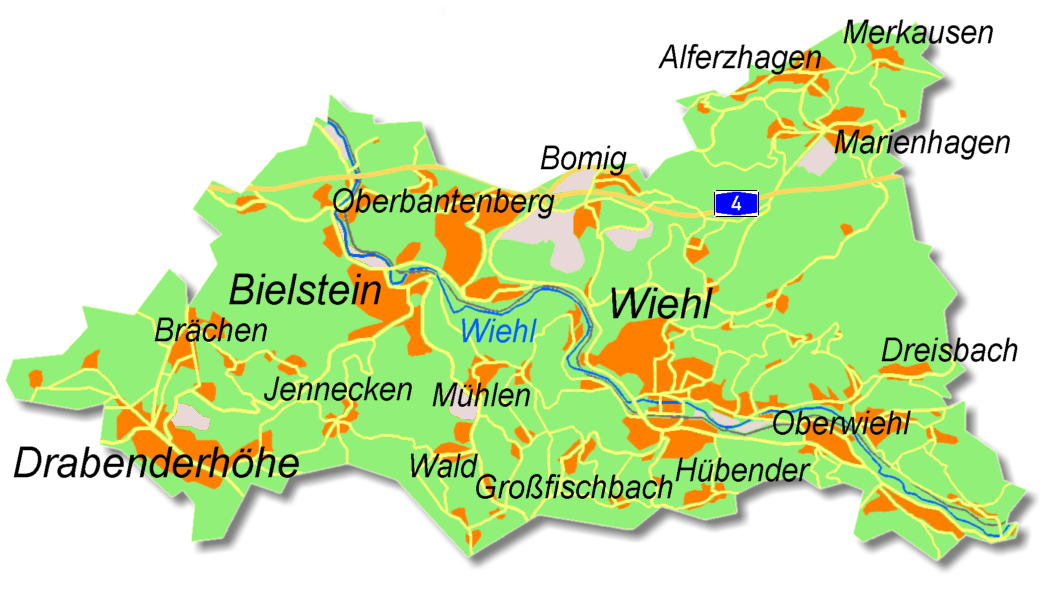
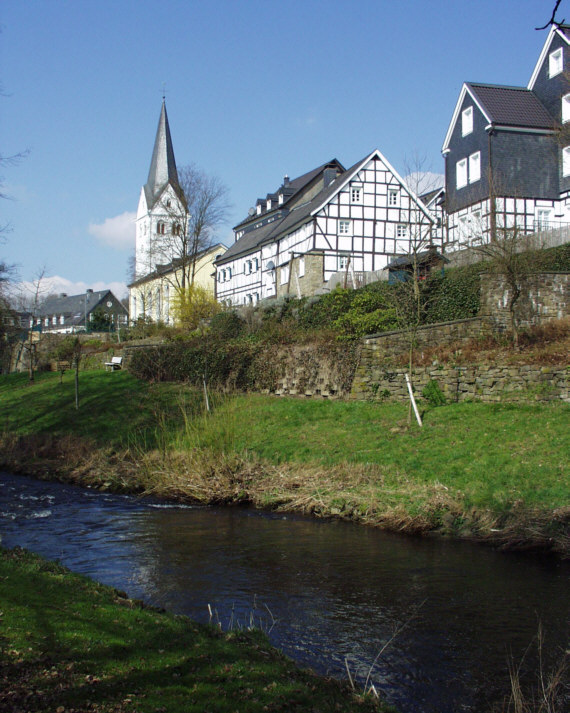
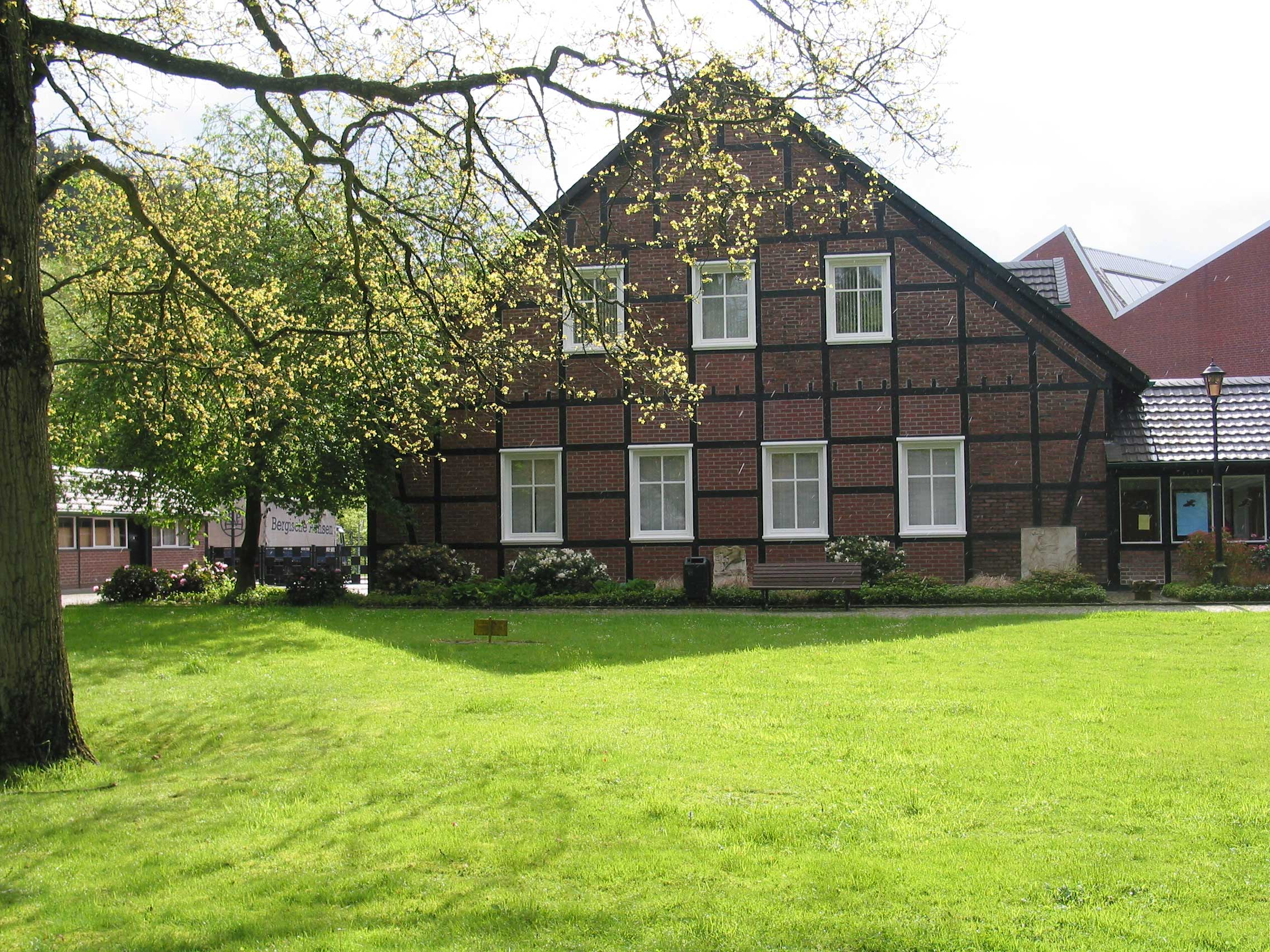